# Margarita Robles

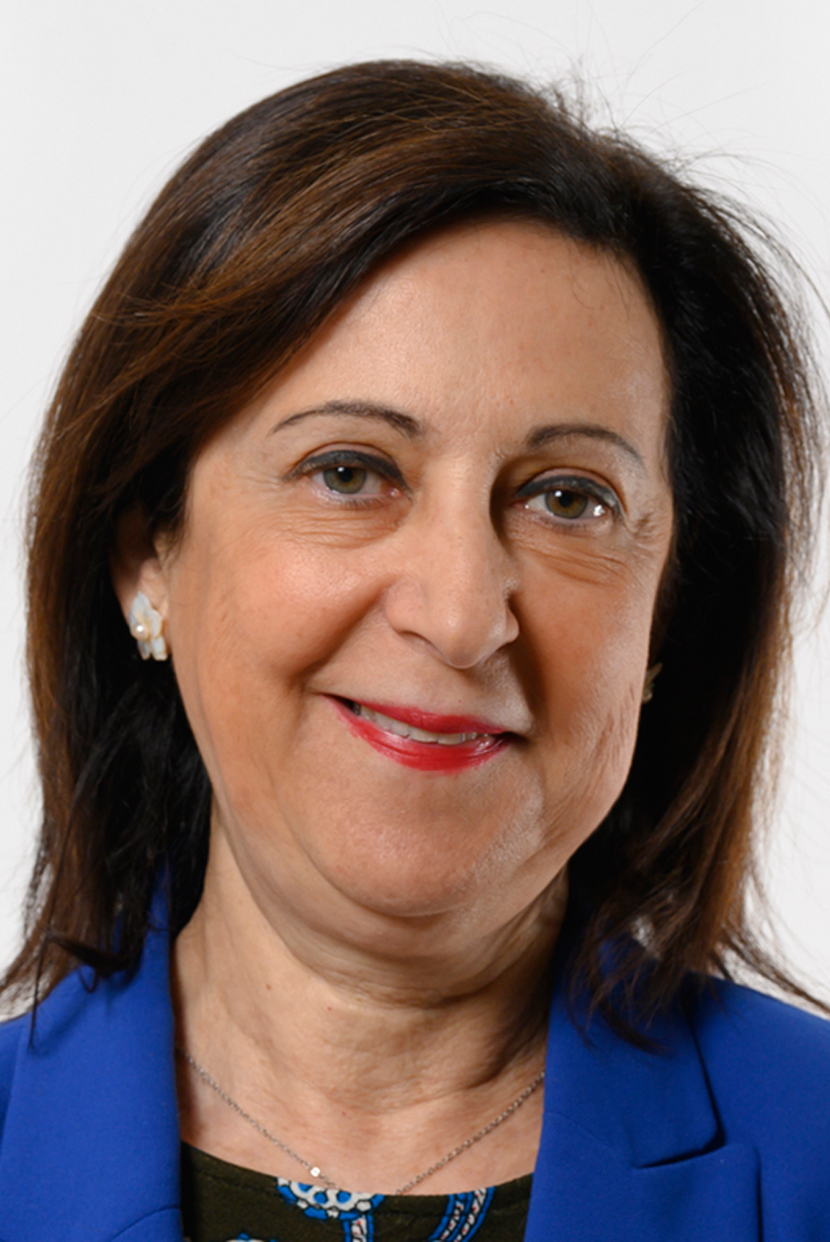
Margarita Robles, 2020

María Margarita Robles Fernández (* 10. November 1956 in León) ist eine spanische Richterin und Politikerin. Sie ist seit 2016 für die PSOE Mitglied im spanischen Parlament. Seit Juni 2018 ist sie als Verteidigungsministerin tätig. Von November 2019 bis Januar 2020 war sie amtierende Außenministerin. Sie war die erste Frau, die einer Verwaltungskammer vorstand, die erste Vorsitzende eines Provinzgerichts (Barcelona) und die dritte Frau, die den Obersten Gerichtshof Spaniens erreichte. Während der González-Regierungen war sie außerdem Staatssekretärin für Sicherheit. Von Mai 2004 bis Mai 2016 war sie Richterin am Obersten Gerichtshof, in der dritten Kammer. Von September 2008 bis Dezember 2013 war sie auf Vorschlag der Sozialistischen Arbeiterpartei Spaniens Mitglied des Allgemeinen Rates der Richterschaft. Sie gehört der progressiven Richtervereinigung „Richter für Demokratie“ an.

## Ausbildung
Robles wurde 1956 in León als Tochter eines Anwalts und einer Hausfrau geboren. Ihre Grundschulausbildung erhielt sie in der Schule der Teresianischen Karmeliter. Im Alter von 12 Jahren zog ihre Familie nach Barcelona, wo sie ihr Jurastudium an der Universität von Barcelona abschloss. Ihr jüngerer Bruder ist Arzt.

## Frühe politische Karriere
Sie stand der Sozialistischen Arbeiterpartei Spaniens nahe und wurde 1993 zur Staatssekretärin im Justizministerium unter Juan Alberto Belloch ernannt. Bei ihrem Amtsantritt machte sie die Einführung von Schnellverfahren in Spanien zu ihrer obersten Priorität. Zwischen 1994 und 1996, während der letzten Regierung von Felipe González, diente Robles als erste Staatssekretärin für das Innere und wurde de facto zur stellvertretenden Leiterin des Superministeriums für Justiz und Inneres, ebenfalls unter Belloch. Während ihrer Zeit als Innenstaatssekretärin förderte Robles die Ermittlungen zur Entführung und Ermordung von José Antonio Lasa und José Ignacio Zabala, sie zog die Gelder aus dem schmutzigen Krieg der GAL für José Amedo und Michel Domínguez zurück und sie ordnete die Suche und Festnahme von Luis Roldán an.

## Zeit als Richterin
Nach der Niederlage von Gonzalez bei den Parlamentswahlen 1996 kehrte Robles in die Justiz zurück und wurde Richterin an der Verwaltungskammer der Audiencia Nacional. Im Jahr 2004 wurde sie zur Richterin der dritten Kammer des Obersten Gerichtshofs ernannt und war damit die dritte Frau, die jemals an dieses höchste Gericht berufen wurde.
Im September 2008 wurde sie zum Mitglied des Allgemeinen Rates der Justiz (CGPJ) gewählt und galt als eines der aktivsten Mitglieder dieses Rates. Dieses Amt übte sie bis Dezember 2013 aus. Während ihrer Amtszeit unterstützte sie die Absetzung des Präsidenten des Allgemeinen Rates der Justiz und Präsidenten des Obersten Gerichtshofs, Carlos Dívar.
Im März 2010 wurde Margarita Robles zusammen mit den Konservativen Fernando de Rosa Torner und Gemma Gallego Sánchez vom Richter des Nationalen Gerichtshofs, Baltasar Garzón, als Mitglied abgelehnt. Er bat die Strafkammer des Obersten Gerichtshofs, ihn in seinem Amt zu belassen, da es die drei CGPJ-Mitglieder seien, die am meisten Feindseligkeit gegen ihn gezeigt hätten.
Am 25. Juni 2017 beschuldigte der Polizeikommissar Villarejo sie in einem Interview in La Sexta, einen Bericht gegen Garzón in Auftrag gegeben zu haben.

## Rückkehr zur Politik
Im Mai 2016 kehrte Robles in die Politik zurück, als Pedro Sánchez ankündigte, sie werde bei den kommenden Parlamentswahlen den zweiten Platz der sozialistischen Liste für Madrid einnehmen. Robles beantragte eine Beurlaubung vom Richteramt, aber am 19. Mai stimmte die CGPJ mit 4 zu 3 Stimmen dafür, dass eine Beurlaubung zur Ausübung eines politischen Amtes den Verzicht auf das Amt des Obersten Richters impliziert.
In der anschließenden Führungskrise der PSOE nach den Wahlen positionierte sie sich neben Sánchez. Bei der Abstimmung über die Amtseinführung von Mariano Rajoy war sie eine der 15 sozialistischen Abgeordneten, die sich nicht der Stimme enthielten und damit die Linie ihrer Partei ablehnten. Auf dem 39. Sozialistenkongress unterstützte sie die Kandidatur von Pedro Sánchez für das Amt des Generalsekretärs der Partei (obwohl sie selbst nicht abstimmen konnte, da sie keine Mitgliedskarte besaß). Nachdem Sánchez den Kongress gewonnen hatte, wurde Robles zur Sprecherin der sozialistischen Fraktion ernannt und löste damit José Luis Ábalos ab.
Im Juni 2018, nach dem erfolgreichen Misstrauensvotum gegen Mariano Rajoy, wurde Robles vom neuen Ministerpräsidenten Pedro Sánchez zur Verteidigungsministerin ernannt.

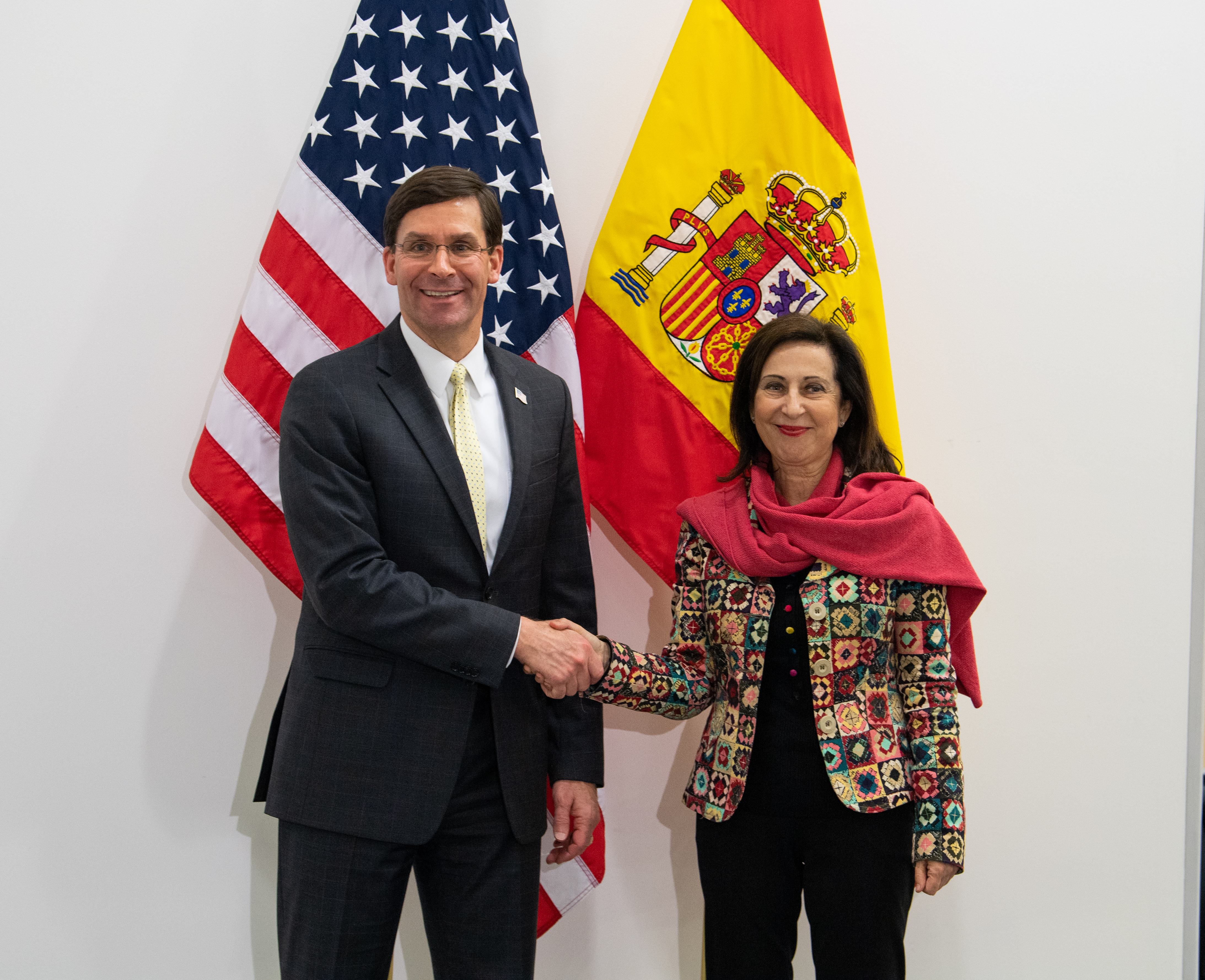
Robles mit dem US-Verteidigungsminister Mark Esper während des Treffens der Verteidigungsminister im Jahr 2020.

### Verteidigungsministerin
Mit der Ernennung von Pedro Sánchez zum spanischen Ministerpräsidenten wurde Robles eine Woche später von Sánchez zur Verteidigungsministerin ernannt, womit die Spekulationen, Robles könnte ein „Superministerium“ für Inneres und Justiz übernehmen (wie es zwischen 1994 und 1996 mit Minister Juan Alberto Belloch geschah), vom Tisch waren.
Zu Beginn ihrer Amtszeit als Verteidigungsministerin hatte Robles mit einigen Kontroversen zu kämpfen, wie dem Verbot von Tätowierungen an sichtbaren Stellen, das vor allem Frauen betraf (wegen der Verwendung des Rocks in der weiblichen Militäruniform), der Veröffentlichung eines Manifests pensionierter Militärs zur Unterstützung des Diktators Franco und weiteren Kontroversen um das U-Boot der Klasse S-80. Ihr Ministerium genehmigte wichtige Verteidigungsprojekte wie die Aufstockung des Budgets für die S-80-U-Boote um 1,8 Mrd. € und eine weitere Milliarde für die Modernisierung der Boeing CH-47 Chinook der Armee, die zu anderen militärischen Projekten hinzukam; in den ersten drei Monaten ihrer Amtszeit genehmigte sie Investitionen in Höhe von 5 Mrd. €..

### Amtierende Außenministerin
Am 27. November 2019 gab das Büro des Premierministers bekannt, dass Robles aufgrund des Wechsels von Außenminister Borrell zur Europäischen Kommission vorübergehend das Amt der Außenministerin übernehmen werde, bis eine neue Regierung gebildet werde. Sie trat das Amt am 30. November an und verließ es am 13. Januar, als Arancha González Laya als neue Außenministerin antrat.